# Бітліська битва
Бітліська битва (рос. Битлисское сражение, тур. Bitlis Muharebesi) — бойові дії Кавказької армії російських військ за підтримки вірменських добровольців проти османського війська за опанування турецького міста Бітліс на Кавказькому театрі воєнних дій у роки Першої світової війни. У липні 1915 року російські війська здійснили перший безуспішний штурм укріпленого міста Бітліс, розташованого в східній частині Османської імперії. У лютому 1916 року росіяни за підтримки вірменських добровольців під командуванням Андраніка Озаняна провели другий штурм міста і після серії боїв за Копрікой, Ерзурум, Муш, 2 березня російський IV Кавказький корпус опанували його. Бітліс став останнім захисним форпостом османської армії на шляху подальшого наступу російської армії в центральну Туреччину і в Месопотамію.
Поразка та відхід союзників з Галліполі дали турецькому командуванню можливість передислокувати частину своїх сил на Кавказький фронт. Османські війська Ахмеда Іззет-паші складалися з ветеранів Галліполійської кампанії й за планами керівництва мали вибити росіян з Бітлісу до кінця березня. Втім стан ліній комунікацій у цей час був у жахливому стані, османські війська змушені були марширувати з Анкари протягом місяця до визначеного району. Контрнаступ османської 2-ї армії розпочався із запізненням 2 серпня 1916 року і після успішної атаки турки вибили противника з Бітліса і Муша. Водночас російська Кавказька армія генерала Юденича змогла опанувати інші території в регіоні Євфрат. 24 серпня російські війська відбили Муш і Бітліс. В ході боїв за це ключове місто османи втратили близько 34 000 людей, приблизно половина з яких — військовополонені.